# サムホエア・ビフォー
『サムホエア・ビフォー』（Somewhere Before）は、キース・ジャレットが「キース・ジャレット・トリオ」名義で1969年に発表したライブ・アルバム。
演奏メンバーはキース・ジャレット（ピアノ）、チャーリー・ヘイデン（ベース）、ポール・モチアン（ドラムズ）。レコーディングはロサンゼルスのシェリーズ・マンホールで1968年8月30日、8月31日に行われた。プロデューサーはジョージ・アヴァキアン。エンジニアはビル・ハルヴァーソン。ジャケットのアート・ディレクションはボブ・デフリンが担当した。アトランティック・レコードのサブ・レーベル、ヴォルテックス・レコードから発売された。
アルバム名、曲名の日本語表記はワーナーミュージック・ジャパン公式サイトの記述に拠った。

## 収録曲
全作曲、キース・ジャレット。それ以外は下記参照。
サイド 1
1. マイ・バック・ペイジ - "My Back Pages" (ボブ・ディラン) - 5:24
2. プリティ・バラッド - "Pretty Ballad" - 3:30
3. ムーヴィング・スーン - "Moving Soon" - 4:24
4. サムホエア・ビフォー - "Somewhere Before" - 6:50

サイド 2
1. ニュー・ラグ - "New Rag" - 5:40
2. モーメント・フォー・ティアーズ - "A Moment for Tears" - 3:07
3. パウツ・オーヴァー - "Pouts' Over (And the Day's Not Through)" - 4:35
4. 君に捧ぐ - "Dedicated to You" (サミー・カーン、ソール・チャップリン、ハイ・ザレト) - 5:00
5. オールド・ラグ - "Old Rag" - 2:37

## パーソネル
- キース・ジャレット (Keith Jarrett) - ピアノ
- チャーリー・ヘイデン (Charlie Haden) - ダブルベース
- ポール・モチアン (Paul Motian) - ドラム